# ご開帳 (ストリップ)

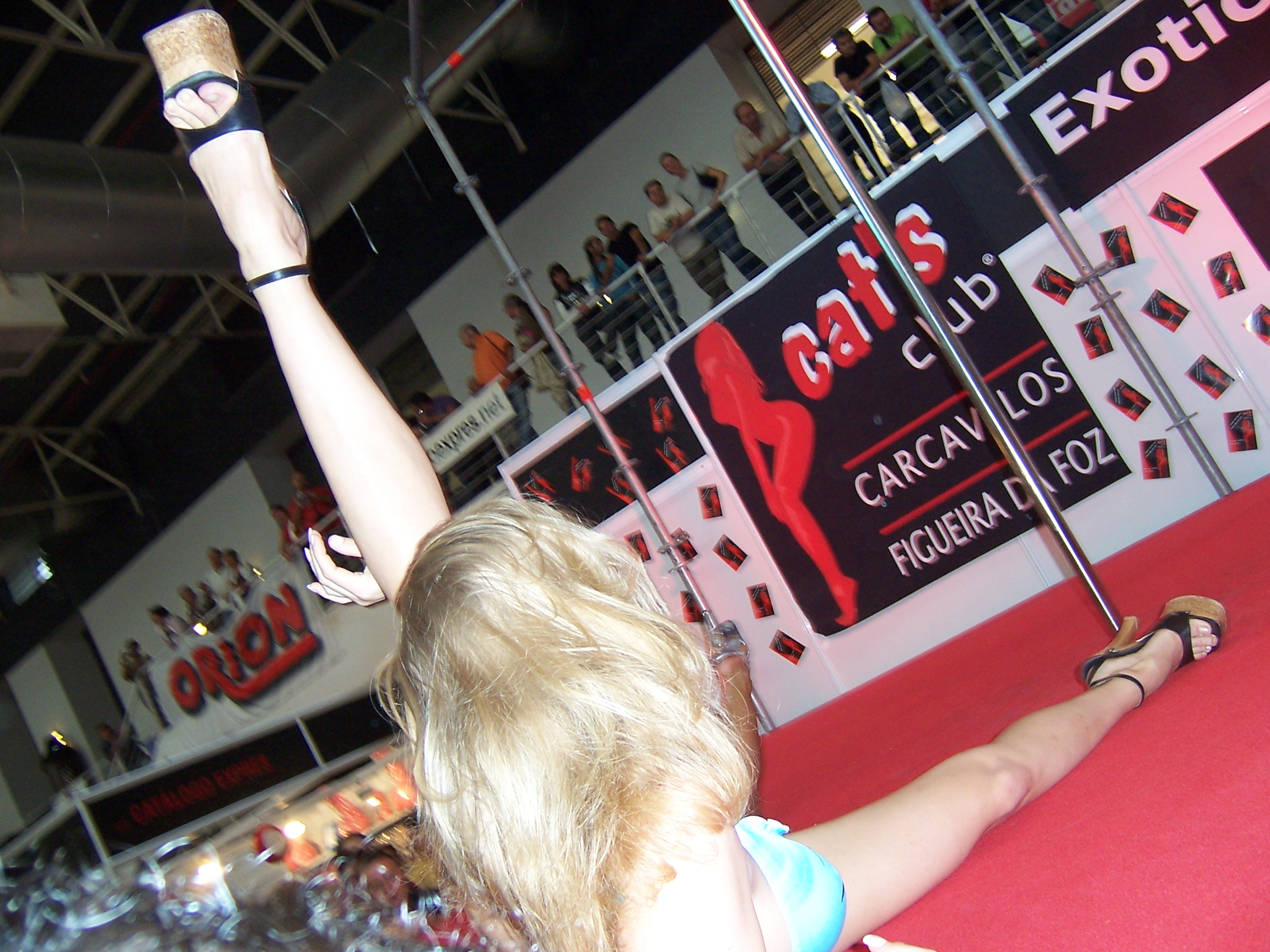
ご開帳

『ご開帳』（ごかいちょう）とは、ストリップ劇場などでストリップ嬢が、股を開き、女性器を観客に披露すること。「特出し」ともいう。
膝を曲げる場合は「M字開脚」、真っ直ぐ伸ばす場合は「V字開脚」と言い、陰部を指で広げる仕草を「オープン」とも言うが、「（指で）逆V字」という表現はV字開脚と紛らわしいためマニアの間では用いられない。
このパフォーマンスは、女性器を露出させるという非日常的な状況を現出させる演出であり、これに対して観客は、入場料を支払うことで「ご開帳を見学する権利」を得ることになる。
日本においては、不特定多数の観客に対し陰部を露出する行為は刑法における公然わいせつ罪に当たり、ご開帳によりストリップ劇場が摘発を受けた例も存在する。